# Carmel Moore
Carmel Moore (Eastbourne, Sussex; 19 de junio de 1985) es una actriz pornográfica inglesa.
Antes de entrar a la industria pornografía, trabajó como modelo y actriz en el Reino Unido. Después se trasladó a los Estados Unidos, donde comenzó a realizar pornografía a la edad de 20 años.
Actualmente se ha convertido en una de las actrices más populares en la industria, cuya fama se amplía por el Reino Unido y los Estados Unidos. Tiene escrito "Henry y Nasrin" en la espalda baja y parte posterior de ambos tobillos.
Trabaja para las compañías Bangbros, Reality Kings, Brazzers, Digital Playground, Cumloader entre otras.